# ILLIAC IV
ILLIAC IV је релативно непознат суперрачунар развијен на Универзитету у Илиноису. Заснивао се на паралелизму и могао је имати до 256 процесора. Такви рачунари називају се векторским рачунарима. Рачунар је након десетак година развоја 1976. године постао оперативан. Био је масиван и скуп, а по особинама није се могао мерити с комерцијалним Cray-1.
Рачунар је израђен уз помоћ агенције DARPA, а први дизајн био је готов 1966. године. Брзина рачунара прбитно је планирана на 1 GFLOPS, али касније је смањена на 200 MFLOPS.

## Такође види
- Амдалов закон
- ORDVAC
- ILLIAC I
- ILLIAC II
- ILLIAC III